# یواس‌اس گالوستون (سی‌ال-۱۹)
یواس‌اس گالوستون (سی‌ال-۱۹) (به انگلیسی: USS Galveston (CL-19)) یک کشتی بود که طول آن ۳۰۸ فوت ۱۰ اینچ (۹۴٫۱۳ متر) بود. این کشتی در سال ۱۹۰۳ ساخته شد.